# Карма (музичка група)
Карма је хрватска денс музичка група која је основана у Умагу 1999. године. Групу су чинили Мајда Шушељ - Тара (вокал), Јосип Миани - Пипи и Ненад Чирјак - Нено. Године 2004. два продуцента и певача су одлучили да се преведе сви највећи хитови на енглески, да би имали велики успех.

## Историја

### Формирање групе и деби албум
Групу су 1999. године основали Ненад Чирјак и клавијатуриста Јосип Миани, након заједничког рада од 1993. године. Први вокал бенда била је Мирела Земчак, професорка клавира из основне школе у Умагу. Заједно су снимили први албум. Међутим, сарадња није дуго трајала. Мирела се није слагала са групом и сметало јој је, на пример, путовање после концерата, што није било компатибилно са њеним професорским занимањем. Мирела је остала композитор, а њено место у бенду од 2001. године заузела је Тара (Мајда Сушељ), 23-годишња девојка из Новиграда. Пре него што је постала члан бенда, 2 године је професионално певала у дечачком бенду. У то време Карма је потписала уговор са Менартом за свој први албум. Неколико месеци пре изласка албума, Карма се са песмом „Седам дана” такмичила на фестивалу у Сплиту 2001. године, где су освојили прво место за најбољи аранжман. Први Кармин сингл „Реци ми не” не пролази незапажено од стране многих љубитеља денс музике, клупских и радио ди-џејева. Напротив, одзив је више него позитиван, што групи даје подстицај да настави даље. Њихов деби албум "Седам дана" објављен је у августу 2001. Албум садржи 16 песама, један ремикс, али и неколико обрада хрватских хитова из 80-их - "Стара времена" Нових фосила, "Главо луда" Здравка Чолића и "Зауставите земљу" Прљавог казалишта. Нено и Пипи су заједно потписали музику, аранжмане и продукцију. Још један хит са албума била је песма „Зауставите земљу“, која је такође доживела успех на радију. Ди-џеј Нено појавио се и у споту хрватске групе Colonia "За твоје снене очи".

### Заврти животи успех у Словачкој и Чешкој
Први албум у новој постави био је „Заврти живот”, објављен средином октобра 2002. године, који је изашао у неколико верзија. Прва је садржала 15 песама плус ремикс хита „Седам дана“, друга верзија је додала нову песму „Ноћас те не дам никоме“, која је изведена на такмичењу Дора 2003, за коју је снимљен и спот. Трећа верзија је чак била састављена од два ЦД-а, где је први ЦД садржао 16 песама, а други ЦД неколико верзија песме „Ноћас те не дам никоме“ и 4 видео спота. Издато је и специјално издање албума са дугим верзијама неких нумера. Ово издање албума је распродато за врло кратко време. Крајем маја 2003. године албум је изашао и у Словачкој и Чешкој. Након 3 месеца продаје, албум је добио платинасту плочу у Чешкој.

### Мало помало
Године 2004. Карма се поново такмичила на Дори, где је заблистала у бронзи са новом песмом „Мало помало“, успешно најавивши предстојеће издање свог трећег студијског албума.
Трећи студијски албум "Мало помало" објављен је 2004. На албуму се налази и неколико обрада и то "Лутка за бал", "Зора је" и "Шути мој дечаче плави"... Први сингл је била истоимена песма „Мало помало“, која је доживела огроман успех. Ништа другачије није било ни са другим синглом „Аморе мио“, који је доспео на врх француске топ-листе и такође освојио награду „Златно сунце“. После следећег сингла „Очи зелене“, објављен је њиһов први сингл на енглеском „Every time you live“ (енглеска верзија „Да сам ја твоја једина“). Сингл се пласирао на словачке, чешке, финске, румунске, италијанске и данске топ листе. У Чешкој је албум доживео толики успех да је издато двоструко платинасто издање албума, које је поред редовног садржало и ЦД са седам ремикса, мултимедију са два видео клипа „Аморе мио” и „Мало помало“ и галерија фотографија. Године 2005. у Хрватској је објављена посебна верзија албума са новим синглом „Земљотрес“ и 6 ремикса. Крајем године група је најавила да се припрема за издавање другог сингла и уједно првог албума на енглеском језику намењеног међународном тржишту.

### Каснији пројекти
Године 2006. изашао је албум „Seven days” који садржи њихове највеће хитове на енглеском језику. Издавање албума у Кини пратила је 5-градска турнеја по тој земљи. Албум је такође постигао резултате у Малезији, Бразилу, Италији и многим другим земљама. Исте године изашао је још један студијски албум „Авантура”.
Карма је потписала уговор са Croatia Records-ом по којем је објавила свој шести и последњи студијски албум "Party до зоре". Албум је објављен 2010. године и садржи 15 песама, од којиһ су три ремикси. Већину текстова и аранжмана креирао је Пипи. На албуму се налази неколико обрада - "Жељо моја", "Боље бити пијан него стар" и "Да те могу писмом звати", којом Карма наставља дугогодишњу традицију.

## Дискографија
- Седам дана (2001)
- Заврти живот (2002)
- Мало помало (2004)
- Seven days (2006)
- Авантура (2006)
- Авантура - Special Edition (2007)
- The Best of (2007)
- Party до зоре (2010)